# Tadeusz Kopeć (lekarz)
Tadeusz Kopeć (ur. 24 sierpnia 1881 w Warszawie, zm. 6 lipca 1950 tamże) – polski lekarz, pediatra, działacz społeczny.

## Życiorys
Ukończył gimnazjum w 1899 roku i studia lekarskie na Cesarskim Uniwersytecie Warszawskim w 1904 roku z odznaczeniem i stopniem lekarza. W 1922 roku uzyskał stopień doktora medycyny na tejże uczelni.
Od 3. roku studiów pracował w szpitalu na Pradze pod kierunkiem prof. Edwarda Zielińskiego. W latach 1905–1913 pracował jako asystent w Domu Podrzutków ks. Baudouina, z przerwą na wyjazd do klinik pediatrycznych w Niemczech i Francji. Od 1913 roku pracował jako ordynator Szpitala Dziecięcego im. Karola i Marii. W 1933 roku ponownie przeniósł się do Domu Podrzutków, gdzie został starszym ordynatorem i zastępcą dyrektora.
W 1939 roku został zmobilizowany i 2 lata przebywał w ZSRR, potem 2 lata w Persji i 3 lata w Kenii, pracując przede wszystkim w szpitalach dziecięcych organizowanych przez Polski Czerwony Krzyż.
Wrócił do Warszawy w listopadzie 1947 roku i rozpoczął pracę w przychodni Czerwonego Krzyża i jako ordynator zorganizowanego przez siebie oddziału noworodków w Szpitalu Św. Ducha w Warszawie.

## Członkostwo w organizacjach i funkcje społeczne
- od 1911 roku członek Warszawskiego Towarzystwa Lekarskiego (od stycznia 1939 roku – sekretarz stały)
- od 1917 roku członek zarządu Towarzystwa Opieki nad Niemowlętami (przewodniczący do 1939 roku)
- w 1917 roku był jednym z założycieli Polskiego Towarzystwa Pediatrycznego i kilkakrotnie był jego prezesem; od 7 grudnia 1947 roku został pierwszym polskim członkiem honorowym Towarzystwa
- przez 8 lat był wydawcą, a następnie przez 11 lat (do 1934 roku) był redaktorem „Przeglądu Pediatrycznego” i „Pediatrii Polskiej”.

## Ordery i odznaczenia
- Krzyż Oficerski Orderu Odrodzenia Polski (27 listopada 1929)[1]
- Złoty Krzyż Zasługi (28 marca 1939)[2]
- Srebrna Odznaka Honorowa Polskiego Czerwonego Krzyża III stopnia (po II wojnie światowej)[3].

## Życie prywatne
Był synem lekarza Stanisława Augusta (zm. 1907) i Ksawery Amalii Marii Lilpop (1948–1913). Bratem jego matki był Edward August Lilpop
Bratem Tadeusza Kopcia był Stefan Kopeć.
Tadeusz żenił się w 1909 roku z Wandą Patzer, z którą miał córkę Wandę (ur. 1910).